# Теорема Ріба про сферу
Теорема Ріба про сферу: Нехай на замкнутому орієнтованому зв'язному многовиді Mn існує розшарування з особливостями, всі особливі точки якого ізольовані та є центрами. Тоді Mn гомеоморфний сфері Sn, та розшарування має рівно дві особливі точки.
Теорема доведена у 1946 році французьким математиком Жоржем Рібом.

## Морсовське шарування
Ізольована особлива точка шарування F називається точкою морсовського типу, якщо в її малому околі всі шари є рівнями деякої функції Морса, а сама вона є критичною точкою цієї функції.
Особлива точка морсовського типу називається центром, якщо вона є локальним екстремумом функції; в супротивному випадку вона називається сідловою точкою.
Позначимо ind p = min(k, n − k), індекс особливості {\displaystyle p}, де k — індекс відповідної критичної точки морсовської функції. Зокрема, центр має індекс 0, индекс сідла принаймні 1.
Морсовське шарування F на многовиді M це особливе трансверсально орієнтоване шарування корозмірності 1 класу C2 з ізольованими особливостями, причому:
- всі особливості F морсовського типу,
- кожний особливий шар L містить лише одну зв'язну особливу точку p; при цьому, якщо ind p = 1 то {\displaystyle L\setminus p} незв'язно.

Нехай c — число центрів морсовського шарування F, і {\displaystyle s} — число його сідлових точок, виявляється, що різниця c − s тісно пов'язана з топологією многовиду {\displaystyle M}.

## Теорема Ріба про сферу
Розглянемо випадок c > s = 0, тобто всі особливості є центрами, сідлових точок немає.
Теорема: Нехай на замкнутому орієнтованому зв'язному многовиді {\displaystyle M^{n}} розмірності {\displaystyle n\geq 2} існує {\displaystyle C^{1}}-трансверсально орієнтоване шарування {\displaystyle F} ковимірності 1 з непорожньою множиною ізольованих особливих точок, що всі є центрами. Тоді шарування {\displaystyle F} має рівно дві особливі точки, і многовид
{\displaystyle M^{n}} гомеоморфний сфері {\displaystyle S^{n}}.
Цей факт є наслідком теореми Ріба про стійкість.